# Matteo Fabbro
Pour les articles homonymes, voir Fabbro.
Matteo Fabbro (né le 10 avril 1995 à Udine) est un coureur cycliste italien.

## Biographie
Bora-Hansgrohe annonce en juillet 2021 l'extension de son contrat pour deux saisons.
Fabbro s'engage pour 2024 avec l'équipe Polti-Kometa.

## Palmarès et résultats

### Palmarès par année
- 2016
  - Diexer Bergrennen
  - Coppa Guinigi
  - 2e de Bassano-Monte Grappa
  - 3e de la Coppa Cicogna
  - 3e du Tour de Bihor
- 2017
  - Prologue du Tour de la Vallée d'Aoste
  - Coppa Città di San Daniele
  - Cronoscalata Bologna-San Luca
  - 2e du Trophée Tempestini Ledo
  - 2e du Trophée Rigoberto Lamonica
  - 3e du Giro del Belvedere
  - 3e du Gran Premio Ezio Del Rosso
- 2018
  - 8e du Tour de Turquie
- 2021
  - 5e de Tirreno-Adriatico

### Résultats sur les grands tours

#### Tour d'Italie
3 participations
- 2020 : 23e
- 2021 : 32e
- 2024 : 94e

#### Tour d'Espagne
2 participations
- 2019 : 54e
- 2022 : 54e

### Classements mondiaux
| Année                                 | 2015 | 2016  | 2017  | 2018  | 2019 | 2020 | 2021 | 2022 | 2023 | 2024 |
| ------------------------------------- | ---- | ----- | ----- | ----- | ---- | ---- | ---- | ---- | ---- | ---- |
| UCI World Tour                        |      | nc    | nc    | 190e  |      |      |      |      |      |      |
| Classement mondial                    |      | 1042e | 1027e | 765e  | 563e | 386e | 174e | 984e | 787e | 893e |
| UCI Europe Tour                       | 713e | 711e  | 648e  | 1526e | 425e | 316e | 150e | 717e | nc   | nc   |
|                                       |      |       |       |       |      |      |      |      |      |      |
| Légende : nc = non classéSource : UCI |      |       |       |       |      |      |      |      |      |      |